# أندرو باتريك غوردون
أندرو باتريك غوردون (بالإنجليزية: Andrew Patrick Gordon)‏ هو محامي وقاضي أمريكي، ولد في 24 يونيو 1962 في سان فرانسيسكو في الولايات المتحدة.